# Hymn Madery
Hino da Região Autónoma da Madeira (Hymn Regionu Autonomicznego Madery) – oficjalny hymn Madery.
Przyjęto go w 1980 roku. Autorem słów jest Ornelas Teixeira, muzykę skomponował João Víctor Costa.

## Słowa

### Portugalski
Do vale à montanha e do mar a serra,

Teu povo humilde, estóico e valente

Entre a rocha dura te lavrou a terra,

Para lançar, do pão, a semente:

Herói do trabalho na montanha agreste,

Que se fez ao mar em vagas procelosas:

Os louros da vitória, em tuas mãos calosas

Foram a herança que a teus filhos deste.

Por esse Mundo além

Madeira teu nome continua

Em teus filhos saudosos

Que além fronteiras

De ti se mostram orgulhosos.

Por esse Mundo além,

Madeira, honraremos tua História

Na senda do trabalho

Nós lutaremos

Alcançaremos

Teu bem-estar e glória.